# لا تتنفس 2
لا تتنفس 2 (بالإنجليزية: Don't Breathe 2)‏ هُو فيلم إثارة ورعب أمريكي صدر في 13 أغسطس 2021.

## طاقم التمثيل
- ستيفن لانغ في دور نورمان نوردستروم/«الرجل الضرير».[4]
- بريندان سكستون الثالث في دور رايلان.[5]
- مادلين غرايس في دور فوينكس، ابنة نورمان بالتبني.[6]
- آدم يونغ في دور جيم بوب[7]
- بوبي سكوفيلد في دور جاريد.[7]
- روكي ويليامز في دور دوك.[7]
- كريستيان زاغيا في دور راؤول.[8]
- ستيفان رودري، وآخرون.[8]

## صدور الفيلم
صدر فيلم «لا تتنفس 2» في الولايات المُتحدة يوم 13 أغسطس 2021، وذلك بواسطة شركة سوني بيكتشرز موشن بيكتشر جروب ‏.

## وصلات خارجية
- لا تتنفس 2 على موقع IMDb (الإنجليزية)
- لا تتنفس 2 على موقع ميتاكريتيك (الإنجليزية)
- لا تتنفس 2 على موقع روتن توميتوز (الإنجليزية)
- لا تتنفس 2 على موقع ألو سيني (الفرنسية)
- لا تتنفس 2 على موقع فيلمافينيتي (الإسبانية)
- لا تتنفس 2 على موقع قاعدة بيانات الفيلم (الإنجليزية)
- لا تتنفس 2 على موقع ليتربوكسد (الإنجليزية)
- لا تتنفس 2 على موقع كينوبويسك (الروسية)